# Ambulacraria
Ambulacraria ou Coelomopora é um clado de invertebrados que engloba os Echinodermata e Hemichordata dentro dos deuterostômios. Esse agrupamento é considerado grupo-irmão de Chordata.